# ×Cynochloris
× Cynochloris là một chi thực vật có hoa trong họ Hòa thảo (Poaceae).

## Loài
Chi × Cynochloris gồm các loài: